# Partido Liberal Radical Autêntico
O Partido Liberal Radical Autêntico (em espanhol: Partido Liberal Radical Auténtico, PLRA) Originalmente Centro Democrático fundado em 10 de julho de 1887, é um partido político paraguaio refundado clandestinamente por Domingo Laíno em 1978, perseguido pelo regime de Higinio Morinigo e do general Alfredo Stroessner, existente no país desde 1954. Seus dirigentes sofreram muitas perseguições constantes durante os regimes ditatoriais acima mencionados.
Governou de 1902 a 1940, fortaleceu o governo com muitas relações internacionais, tratados de paz e amizade com países vizinhos, bem como com os Estados Unidos e a Europa.
Com mais de 1.800.000 membros em todo o país. Constituiu a Aliança Patriótica, aliança política com a qual Fernando Lugo chegou ao poder em 2008, juntando-se ao PLRA sob a direção do seu vice-presidente, Federico Franco.

## Resultados eleitorais

### Eleições presidenciais
| Data | Candidato apoiado       | CI. | Votos     | %            |
| ---- | ----------------------- | --- | --------- | ------------ |
| 1978 | Germán Acosta Caballero | 2.º | 54 984    | 5,5 / 100,0  |
| 1983 | Enzo Doldan             | 2.º | 59 094    | 5,7 / 100,0  |
| 1988 | Luis María Vega         | 2.º | 95 450    | 7,2 / 100,0  |
| 1989 | Domingo Laíno           | 2.º | 241 829   | 21,0 / 100,0 |
| 1993 | Domingo Laíno           | 2.º | 357 164   | 33,2 / 100,0 |
| 1998 | Domingo Laíno           | 2.º | 703 379   | 43,9 / 100,0 |
| 2003 | Julio César Franco      | 2.º | 370 348   | 24,7 / 100,0 |
| 2008 | Fernando Lugo           | 1.º | 766 502   | 42,4 / 100,0 |
| 2013 | Efraín Alegre           | 2.º | 889 451   | 39,1 / 100,0 |
| 2018 | Efraín Alegre           | 2.º | 1 125 876 | 43,3 / 100,0 |

### Eleições legislativas

#### Câmara dos Deputados
| Data | CI.                 | Votos               | %                   | +/-                 | Deputados           | +/-                 |
| ---- | ------------------- | ------------------- | ------------------- | ------------------- | ------------------- | ------------------- |
| 1978 | 2.º                 | 54 984              | 5,5 / 100,0         |                     | 16 / 60             |                     |
| 1983 | 2.º                 | 59 094              | 5,7 / 100,0         | 0,2                 | 13 / 60             | 3                   |
| 1988 | 2.º                 | 95 450              | 7,2 / 100,0         | 1,5                 | 13 / 60             | Estável             |
| 1989 | 2.º                 | 229 329             | 20,2 / 100,0        | 13,0                | 21 / 72             | 8                   |
| 1993 | 2.º                 | 414 208             | 36,8 / 100,0        | 16,4                | 33 / 80             | 12                  |
| 1998 | Aliança Democrática | Aliança Democrática | Aliança Democrática | Aliança Democrática | Aliança Democrática | Aliança Democrática |
| 2003 | 2.º                 | 379 066             | 25,7 / 100,0        |                     | 21 / 80             |                     |
| 2008 | 2.º                 | 500 040             | 28,3 / 100,0        | 2,6                 | 27 / 80             | 6                   |
| 2013 | 2.º                 | 656 301             | 29,3 / 100,0        | 1,0                 | 27 / 80             | Estável             |